# Madotheca johannis-winkleri
Madotheca johannis-winkleri là một loài rêu trong họ Porellaceae. Loài này được Herzog mô tả khoa học đầu tiên năm 1931.